# Schwule Mädchen
Schwule Mädchen ist ein Song der Hamburger Hip-Hop-Musikgruppe Fettes Brot, der am 20. August 2001 veröffentlicht wurde. Das Lied ist die erste Singleauskopplung von ihrem vierten Studioalbum Demotape, das am 1. Oktober 2001 beim Label Fettes Brot Schallplatten erschien. Es ist das fünfte Musikstück auf dem Album. Mit Erscheinen erreichte das Rap-Lied Platz neun in Deutschland und blieb 15 Wochen in den deutschen Singlecharts.
Zu der Singleauskopplung, die am 17. November 2002 vom Plattenlabel Yo Mama veröffentlicht wurde, wurde ein Musikvideo in Hamburg gedreht, in dem die Band im Club Knust exzessiv abfeiert.

## Komposition
Das Lied hat ein für Hip-Hop untypisch schnelles Tempo von 140 Beats per minute und eine Spieldauer von 3:25 min. Die Tonart ist C-Dur. Die Plattenfirma Yo Mama kategorisierte den Stil als „Elektro Power Pop“.
Auf dem Schallplattencover sind in Schwarz-weiß neben dem Bandnamen und Liedtitel eine stilisierte Kompaktkassette und gekreuzte Oberschenkelknochen abgebildet.

## Liedtext
Das Lied beginnt im Intro mit einem russischen Sprechgesang:

«Внимание дамы и господа, Через несколько секунд выйдут на сцену Schwule Mädchen. Слабонервных, беременных и детей просим удалиться из зала, остальным лечь на пол и задержать дыхание!»

„Aufgepasst, Damen und Herren! In wenigen Sekunden betreten Schwule Mädchen die Szene. Schwache, Schwangere und Kinder bitten wir den Saal zu verlassen, der Rest legt sich auf den Boden und hält den Atem an!“

Der Liedtext ist ansonsten in deutscher Sprache gehalten und endet mit der Hookline. Die Reimfolge ist Paarreim.
Laut der Band ist der Song „eine Reaktion auf eine Bewegung im Hip-Hop, die nicht reflektiert. Eine Kritik an Künstlern, die ihre Lyrics nicht reflektieren. Der Umgang mit dem Wort ‚schwul‘ ist dafür ein Beispiel.“ (Intro) Laut Rapper Schiffmeister wollte die Band einen Denkanstoß für homophobe und frauenfeindliche HipHopper geben: „Wir haben überlegt, was das Schlimmste ist, das man beim Rap sein kann, und da sind wir auf Schwule und Frauen gekommen.“ Björn Beton meint, das Lied vermittele „nicht nur ein gutes Partygefühl, sondern auch eine Haltung.“ Musik und Liedtext stammen von den drei Bandmitgliedern.

## Musikvideo
Das Musikvideo zu Schwule Mädchen wurde mit 200 unbezahlten Statisten aus Fans innerhalb eines halben Tages gedreht.
Die Eröffnungsszene beginnt abends mit den drei Bandmitgliedern vor dem Eingang des Musikclubs Knust, wo Türsteher den Zugang zum ausverkauften Club verwehren. Nach kurzer Beratschlagung brechen die Musiker durch ein zerschlagenes Seitenfenster in den Club ein, in dem bereits ausgelassen gefeiert wird. Boris und Martin machen Stage Diving vom Oberrang, tanzen und crowdsurfen ausgelassen in bzw. auf der hüpfenden Menge. Martin uriniert zwischendurch im Nasszellenbereich. Das Video endet nach Sonnenaufgang wieder mit den Bandmitgliedern, die sich auf den Heimweg machen.
Das Farbvideo hat ein Seitenverhältnis von 2:1 und eine Länge von 3:59 min. Das Musikvideo war für den VIVA Comet 2002 in der Kategorie „Video national“ und den ECHO 2002 in der Kategorie „Musik-Video des Jahres national“ nominiert. Es wurde insgesamt über 7,3 Millionen Mal auf YouTube angeklickt (Stand: 12. Juni 2025).

## Titelliste
| Nr.          | Titel                     | Autor(en)                                                    | Produktion                  | Länge |
| ------------ | ------------------------- | ------------------------------------------------------------ | --------------------------- | ----- |
| 1.           | Schwule Mädchen           | Björn Beton, Rock'n'Roll Coseng, Speedy Konsalik             | Martin, Shellback, Payami   | 3:29  |
| 2.           | Das Neuste                | Björn Warns, Boris Lauterbach, Markus Pauli, Martin Schrader | Björn Beton, DJ Exel. Pauly | 4:06  |
| 3.           | Schwules Instrumental     | Björn Beton, Rock'n'Roll Coseng, Speedy Konsalik             | Fettes Brot                 | 3:29  |
| 4.           | Das Neuste (Instrumental) | Björn Warns, Boris Lauterbach, Markus Pauli, Martin Schrader | Björn Beton, DJ Exel. Pauly | 4:06  |
| Gesamtlänge: | Gesamtlänge:              | Gesamtlänge:                                                 | Gesamtlänge:                | 15:10 |

## Rezeption

### Rezensionen
Für Nora Hantzsch, die als Rapperin Sookee bekannt ist und sich gegen Homophobie und Sexismus im HipHop ausspricht, haben Fettes Brot zum ersten Mal einen Track gegen die anti-schwule Haltung des deutschen Raps gemacht. Trotz der hohen Chartplatzierung weigerten sich einige bayerische Radiosender das Lied zu spielen.

„Die Brote machten aus der vermeintlichen Not eine tatsächliche Tugend, sie schufen sich eine eigene Identität, in der keine stilistischen oder inhaltlichen Grenzen akzeptiert wurden. Sich selbst als ‚Schwule Mädchen‘ zu bezeichnen war mutig.“

„Anders als gewohnt klingt die Gruppe in den Zweitausendern angekommen auf dieser Single aggressiver und unzensierter als sonst. Die Fans scheint es nicht zu stören, im Gegenteil. Sobald es heißt ‚Sondereinheit – Kampfeinsatz‘ ist der Ohrwurm wieder am Start.“

„Entsprechend schnappten sie sich die Begriffe "schwul" und "Mädchen" – die von etlichen anderen als Beleidigung genutzt wurden – und benannten sich danach selbst. Nicht nur, aber insbesondere mit ihrer ersten Single vom "Demotape" solidarisieren sich die Brote mit Außenseiter:innen, auch weil sie selbst irgendwie zu diesen gehören.“

„Dass die Brote auch nach langer Zeit etwas außerhalb der Szene stehen, beweist ‚Schwule Mädchen‘ eindrucksvoll: In Anlehnung an die von Seiten anderer HipHopper oft gehörten Verschmähungen als ‚Mädchen‘ oder ‚Schwule‘ haben sich die drei Rapper in souveräner Ironie flugs beider Titulierungen angenommen – und sind dabei in die Charts gestürmt. Gerade die Tatsache sich selbst als schwul zu bezeichnen, kommt einem Affront gleich.“

### Charts und Chartplatzierungen
Schwule Mädchen erreichte in Deutschland Platz neun der Singlecharts, konnte sich insgesamt vier Wochen in den Top 10 und nach einem Re-Entry im Jahr 2010 insgesamt 15 Wochen in den Charts halten. In Österreich erreichte die Single Position elf und konnte sich insgesamt 14 Wochen in den Charts halten. In der Schweiz erreichte die Single in zehn Chartwochen Position 74 der Charts. 2001 platzierte sich Schwule Mädchen in den deutschen Single-Jahrescharts auf Position 67.
Für Fettes Brot war dies bereits der neunte Charterfolg in Deutschland sowie der erste in Österreich und der vierte in der Schweiz. In Deutschland ist es zudem ihr zweiter Top-10-Erfolg und ihre dritte Platzierung in den Jahrescharts.
| ChartsChartplatzierungen | Höchstplatzierung | Wochen |
| ------------------------ | ----------------- | ------ |
| Deutschland (GfK)        | 9 (15 Wo.)        | 15     |
| Österreich (Ö3)          | 11 (14 Wo.)       | 14     |
| Schweiz (IFPI)           | 74 (10 Wo.)       | 10     |

| ChartsJahrescharts (2001) | Platzierung |
| ------------------------- | ----------- |
| Deutschland (GfK)         | 67          |